# Dorestad
Dorestad è una città scomparsa situata negli odierni Paesi Bassi, alla confluenza tra il fiume Lek e il tratto del fiume Reno noto come Kromme Rijn, nelle vicinanze dell'attuale Wijk bij Duurstede (provincia di Utrecht). Fondata nel VII secolo e menzionata fino all'863, fu il più importante centro commerciale del nord dei Paesi Bassi, nonché tra i più importanti dell'Europa nord-occidentale nell'Alto Medioevo. Fu dapprima occupata dai Frisoni (VII secolo) e poi da Merovingi e Carolingi.
Venne fondata dai Frisoni nel corso del VII secolo nel luogo in cui sorgeva un castrum romano chiamato Levefanum e posto sul limes settentrionale dell'Impero. Intorno al 690, il re frisone Redbad fu sconfitto da Pipino di Herstal nella battaglia di Dorestad e la città entrò a far parte del regno dei Franchi. La potenza commerciale della città crebbe nel corso dell'VIII secolo, come testimoniano alcune monete coniate a Dorestad e rinvenute a Baghdad e in Russia. La città intrattenne anche frequenti rapporti commerciali con la Scandinavia. Nel corso del IX secolo Dorestad fu più volte saccheggiata dai Vichinghi.   Il primo saccheggio vichingo avvenne nell'834, l'ultimo nell'863.
Il declino di Dorestad fu dovuto allo sbarramento del fiume Reno, realizzato per prevenire eventuali inondazioni. Purtuttavia, il suo ruolo commerciale venne assunto dall'ascesa delle città nell'entroterra: infatti nel corso del X secolo, Dorestad cedette il proprio ruolo di importante centro commerciale a località quali Deventer, Tiel e Utrecht.

## Storia

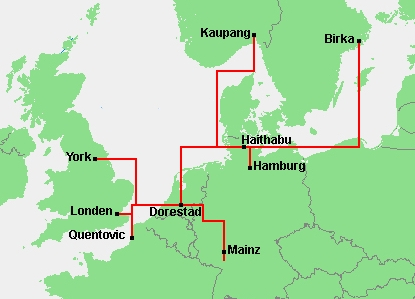
Principali rotte commerciali che passavano per Dorestad

La città sorgeva sull'antico limes romano, a cavallo tra i territori dei Batavi e dei Frisoni. Secondo la Tavola Peutingeriana nelle vicinanze si trovava il castrum Levefanum, che secondo gli studiosi sarebbe il nucleo centrale attorno al quale si sviluppò Dorestad. Tuttavia non sono ancora stati rinvenute tracce di alcun castrum, a parte alcune ceramiche romane che potrebbero appartenere a qualunque genere di insediamento. Non si sa se questo castrum fosse ancora o quanto meno visibile nel VII secolo, quando Dorestad iniziò a svilupparsi; ma le fonti carolingie insistono nel definire la città castrum. Potrebbe semplicemente darsi che Dorestad fosse inteso come una fortezza, senza che il sito coincidesse necessariamente con il Levefanum romano.
La città era suddivisa in tre zone. Sui fiumi Lek e Reno si trovava il porto vero e proprio, costituito da molti pontili da cui partivano alcune strade pavimentate con il legno. La zona interna (vicus) era suddivisa in lotti larghi circa 20 metri. Tutti i lotti si affacciavano sulla strada. La fascia esterna era dedicata alle coltivazioni e ai pascoli.
Nell'area nord era situato il cimitero, dove è stata rinvenuta una chiesa legno con una fonte battesimale. Dalle fonti si sa che la chiesa era dedicata a san Martino ed era denominata Upkirka.
Dorestad era a capo di una contea (comitatus).

### Scorrerie vichinghe a Dorestad
834
Una flotta vichinga salpa per la Frisia e giunge a Dorestad attraverso le vie d'acqua da Utrecht; vengono presi molti prigionieri e la città viene data alle fiemme. Ventiquattro anni prima (810) il re danese Göttrik aveva attaccato le coste della Frisia ma senza toccare la città.
835
Dorestad e la Frisia vengono di nuovo attaccate e l'imperatore Ludovico il Pio ordina la costruzione di difese costiere
836
Nuovo attacco vichingo a Dorestad e nel resto della Frisia; le difese costiere non erano ancora terminate.
837
Un nuovo attacco avviene a Walcheren e a Dorestad, dove vengono estorti tributi alla popolazione. Ludovico il Pio giunge a Nijmegen e i vichinghi prendono il largo.
846
Dorestad, Westergo e Oostergono vengono attaccate.
847
Dorestad occupata dai Danesi
850
Dorestad saccheggiata e rioccupata dai Danesi
851
Betuwe attaccata dai Vichinghi
863

Dorestad attaccata per l'ultima volta. Molti mercanti vengono catturati

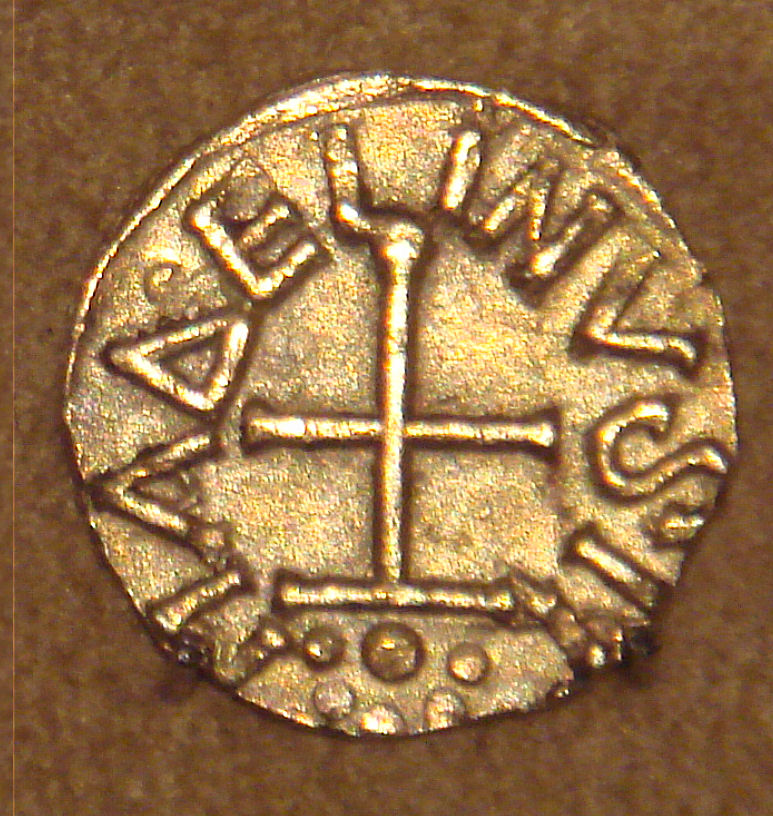
Moneta d'oro franca coniata a Dorestad

## Scavi archeologici

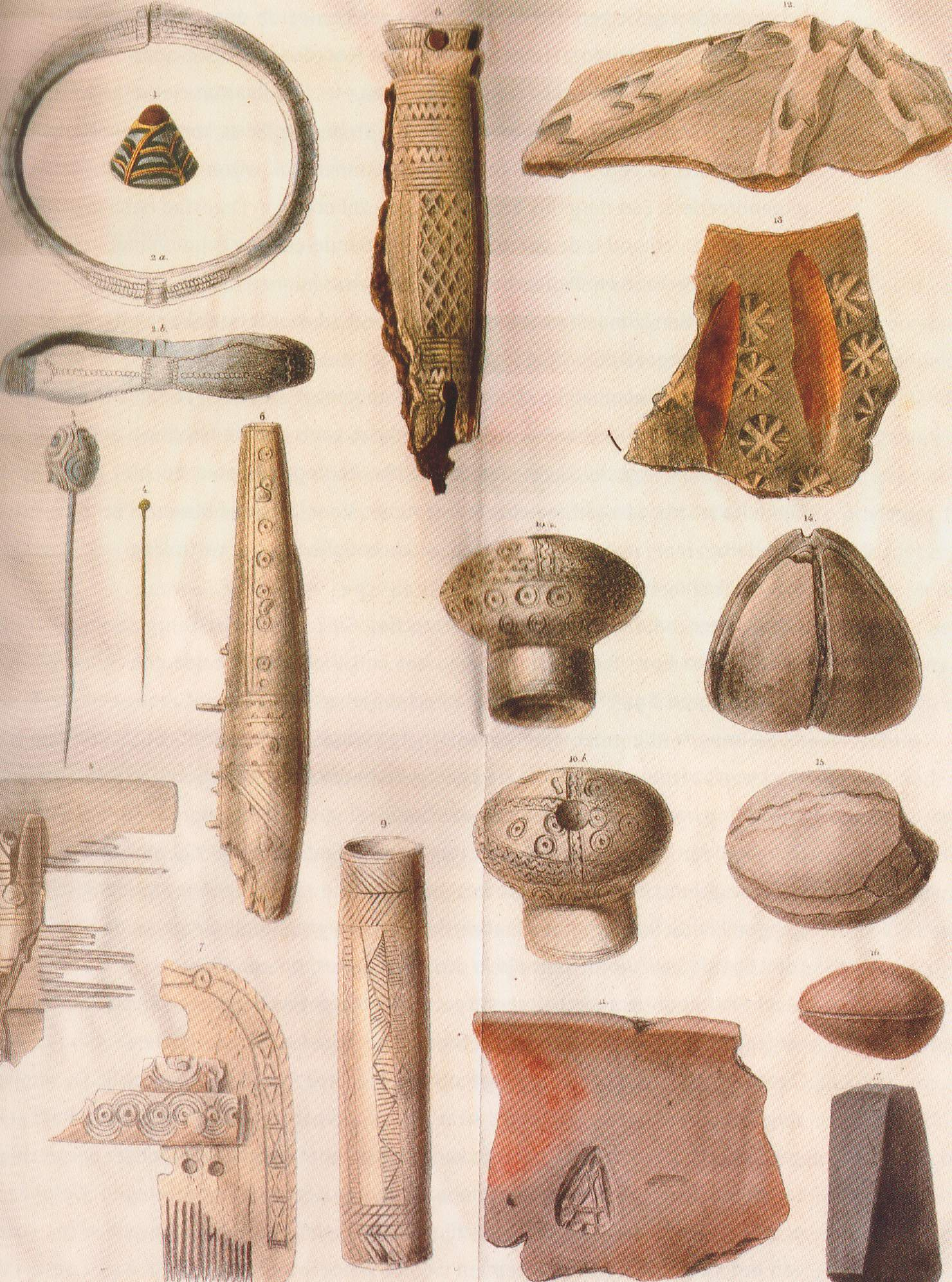
Reperti rinvenui da L.J.F. Janssen e ricondicibili all'antica città di Dorestad

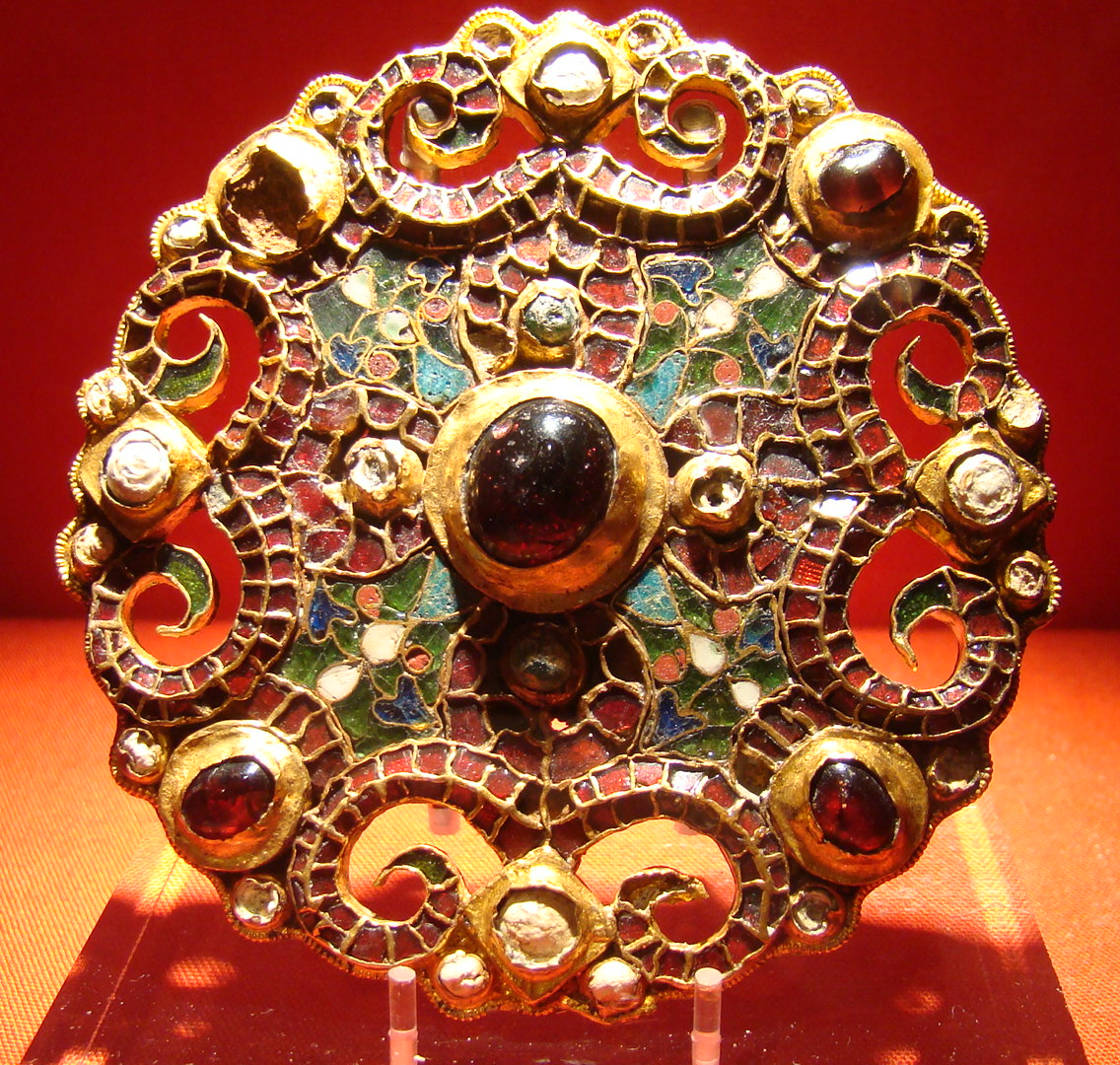
La fibula di Dorestad

Dorestad fu riportata alla luce a partire dai primi anni quaranta del XIX secolo.
Nel novembre e dicembre 1842 furono condotti degli scavi ad opera di L.J.F. Janssen, giunto dal Rijksmuseum van Oudheden di Leida.
Ulteriori scavi furono condotti tra il 1844 e il 1845 dallo stesso Janssen, il quale affermò che i ritrovamenti erano riconducibili ad un'importante città commerciale dell'Alto Medioevo.
Ulteriori ricerche furono poi effettuate nel 1880 dall'archeologo ed etnografo svedese Hjalmar Stolpe proveniente dal Museo di Stato di Stoccolma.

### La fibula di Dorestad
Un importante ritrovamento si ebbe nel 1969, quando fu rinvenuta la cosiddetta fibula di Dorestad, un manufatto con simboli cristiani risalente all'VIII secolo.

## Museo
A Wijk bij Duustede è allestito il Dorestad Museum, che attraverso reperti archeologici e modelli di case, ricostruisce la vita nell'antica Dorestad.